# 内燃机

往复活塞式内燃机是最常见的内燃机，图示的星型发动机是其中的一种，为早期飞机大量采用。

内燃機（英語：Internal combustion engine，縮寫為ICE）是熱機的一種，能將燃料的化學能轉化動能。一般的實現方式为，燃料與空氣混合燃燒，產生熱能，氣體受熱膨脹，透過機械裝置轉化為機械能對外做功。内燃機有非常廣泛的應用，車輛、船舶、飛機、火箭等的引擎基本都是内燃機，其最常見的例子即為車用汽油機與柴油機。
内燃机的燃烧气体同时也是工作介质，比如汽油机中，汽油燃烧后的气体直接推动活塞做功。与此相对，燃料不作为工作介质的热机则称为外燃机，比如蒸汽机的工作介质（蒸气）并不是燃料。

## 能量转化原理

图示为摩托车上常见的二行程循环的往复活塞式内燃机工作过程，内燃机通过进气获得了燃料，燃烧后，通过做功行程（依靠工作介质的膨胀，推动活塞）转化为机械能，之后废气被排出，并获得新的燃料，开始下一次循环过程。

作为热机的一种，内燃机的能量来源是燃料燃烧产生的热，即物质蕴含的化学能先要转化为热能，再成为机械能。液体通过相态的变化（汽化）就能增加压力，而气体受热膨胀也能增大压力，因此液体和气体都理论上都可以作为工作介质使用。内燃机的工作介质多为燃料与空气混合燃烧产生的气体，在受热膨胀后，压力增大，高温高速的气体再通过一定的机械装置对外做工。对于内燃机而言，工作介质必须更换（开式循环），即排放燃烧过的气体，进入新鲜气体。

## 历史

### 早期
1670年，荷兰的物理学家惠更斯用火药在汽缸内燃烧，热能膨胀推动活塞运动，形成了现代“内燃机”的工作原理。
1801年，法国化学家菲利埔·勒本发明了煤气氢气内燃机，他采用煤干馏得到的煤气和氢气，与空气混合后点燃产生膨胀力推动活塞。
1862年，比利时工程师艾蒂安·勒努瓦发明以天然气为原料的二冲程卧式内燃机。

### 近代
在18世纪开始广泛使用的蒸汽机（为外燃机）促进了当时工业化的发展，但是其效率较低，结构笨重，与此同时，内燃机基本仍处于试验阶段。
1860年，比利时工程师艾蒂安·勒努瓦以蒸汽机为蓝本，制成了首台燃气发动机（以天然气为燃料），同时也是世界上第一台实用的内燃机，获得了专利并批量生产。尽管这台内燃机的效率仅有2%－3%，但其宣告了蒸汽时代即将结束。
德国工程师尼古拉斯·奥托在1862年－1876年间，使得燃气发动机的热效率达到了10%，这通过较高的气体热膨胀来实现。因为此发动机效率高出同期产品一倍，在1867年的巴黎博览会上荣获了最高奖。1876年，奥拓制成了“新奥托发动机”（德語：Neuer Otto-Motor），引入了压缩行程的概念，气体可以被压缩至2.36巴，将效率进一步提高至12%，这即为四冲程发动机的原型，即奥托循环。不过这台发动机使用煤气为燃料，阻碍了其推广。
1885年，戈特利布·戴姆勒制成了第一台汽油机，并于次年造出第一辆用汽油机驱动的汽车。
1893年鲁道夫·狄塞尔也制成了一台四冲程发动机，即世界首台柴油机。空气在压缩行程中被活塞剧烈压缩而产生高温，之后燃料被喷入气缸，随即发生自燃。通过大幅高压缩比的方法，使得效率接近了27%。不过早期的燃料都是依靠空气被喷射入气缸的，直至1922年博世开发出了机械喷射装置。
1903年，挪威工程师埃吉迪乌斯·艾林制成了一台燃气涡轮发动机，这是首台能靠燃烧产生的动力对外做功的燃气涡轮发动机，因此他也被称作燃气涡轮发动机之父。
德国工程师菲力斯·汪克尔在1929年即获得了转子发动机专利，这种特殊的活塞式发动机因此被广泛称作汪克尔发动机，但发动机的成品直到1950年代才出现。
在1930年代，英国人弗兰克·惠特尔和德国人汉斯·冯·奥海恩各自取得了涡轮喷气发动机的专利，而被认为是喷气发动机的发明人。

## 分类
内燃机均需要借助于燃料燃烧，根据工作原理的不同，内燃机可表现出不同的燃烧方式，或者机械能产生与利用方式的区别。内燃机具体实现的技术繁多，从工作原理上可粗略地作如下划分：（值得注意的是少量喷气发动机不是内燃机）
|  | 往复活塞式内燃机 |
|  |                  |
|  | 转子发动机       |
|  |                  |

|  | 燃气涡轮发动机 |
|  |                |
|  | 喷气发动机     |
|  |                |

|  | 往复活塞式内燃机 |
|  |                  |
|  | 转子发动机       |
|  |                  |

|  | 燃气涡轮发动机 |
|  |                |
|  | 喷气发动机     |
|  |                |

汽车上常见的四冲程循环的往复活塞式内燃机，其工作方式即为循环燃烧。每次循环可分为如下过程：1. 进气。2. 压缩。3. 做功。4. 排气。

其中循环燃烧是指燃料的燃烧、做功、更换等过程都是可以从时间上区分的，内燃机总是在不断重复每一次的循环过程。而对于连续燃烧的内燃机而言，所有过程是混合在一起的，或者说时刻都在发生。
内燃机只有在作功的過程才可以產生動能，连续燃烧的内燃机隨時都有混合氣體在推動渦輪，產生動能，但單個循环燃烧的内燃机（转子发动机除外），只有在做功过程才會產生動能，其他階段不會產生動能，因此轉矩的波動較大。因此有些應用會使用多個内燃机，再用曲軸或其他機種輔助，使各内燃机做功的过程錯開，任一時間都有一内燃机在做功，可以減少轉矩的波動。

### 往复活塞式内燃机
汽车上最常见的汽油机与柴油机都属于往复活塞式内燃机。气缸的内空气与燃料的混合气燃烧后，高压气体推动曲柄连杆机构产生扭矩，通过曲轴对外做功，即燃料的化学能最终转化为曲轴旋转的动能。汽油机一般是点燃式发动机，燃料与空气的混合气体在压缩行程的末端被火花塞点燃，随即发生爆炸并推动活塞作往复运动；而柴油机也叫压燃式发动机，燃料一般被喷入气缸并发生自燃，自燃后的混合气体也因膨胀而推动了活塞。除了点燃和压燃这两种主要方式外，还有复合式燃烧过程，兼具点燃与压燃式内燃机的特点。
往复活塞式内燃机的工作周期被分为进气、压缩、做功、排气共四个过程。通过进气与排气，将燃料与工作介质进行更换，而做功行程则是将热能转化为机械能。通过四个冲程（即活塞从气缸的一端移动向另一端）完成循环的被称作四冲程循环，汽车发动机多采用这种形式。只需两个冲程即完成一次循环的被称作二冲程循环，在较小功率的发动机如摩托车发动机上较为常见，另外还有NEVIS等方式。

### 转子发动机

转子发动机

转子发动机是一种特殊的活塞式发动机，与往复式发动机的最大区别在于，使用转子活塞驱动的偏心机构代替了曲柄连杆机构。从侧面看，转子是一个具有凸出弧边的三角形，气缸的内壁是余摆线（Trochoid），当转子旋转时，转子的三个顶点沿汽缸壁形成了三个相互分隔的燃烧室，偏心机构使得每个燃烧室的容积不断改变，与往复活塞式内燃机中活塞上下运动产生的效果类似。转子每工作一圈，每个燃烧室都能各自完成一次燃烧的循环过程。这种发动机在汽车、摩托车、飞机上有少量使用。

### 燃气涡轮发动机
燃气涡轮发动机是一种连续燃烧的内燃机，其循环的各个状态的改变发生在空间互相分隔的部件中（压缩机、燃烧室、涡轮机），彼此通过导流部件相连，燃料的供给、燃烧、更换等过程都是持续的。空气首先由压缩机加压，接着进入燃烧室，燃料同时也被喷入燃烧室，两者混合燃烧，形成的高温高压气体会推动涡轮，一部分能量用以继续驱动压缩机，另一部分则用以对外做功。燃料的化学能最终以涡轮旋转（旋转动能）的形式被加以利用，剩余的气体则被当作废气排出。这种发动机在船舶上有广泛使用。

### 喷气发动机

图示为客机普遍使用的涡轮风扇发动机，蓝色气流为未经过燃烧，红色气流为燃烧产生，共同向后施加作用力，可获得向前的动力。

大多数的喷气发动机都是内燃机，其燃烧过程也是连续的。一般在喷气发动机中，燃烧产生的高压气流向外喷射，依据牛顿第三定律产生的反作用力形成推力，如此在理论上即使位于真空的环境中也能够产生推力，不过也有一些例外，比如涡轮风扇发动机中的一部分气流并未经过燃烧，使这种发动机兼具涡轮喷气发动机与涡轮螺旋桨发动机的特点。大部分内燃机是使高温气体推动机械装置旋转的形式对外作功，即能量最后以旋转动能的方式呈现，而在许多喷气发动机中，可对外作功的能量以高温气体的动能为最终表现形式。喷气发动机的种类繁多，在飞机上有广泛使用。
火箭发动机基本都属于喷气发动机，不过少数使用电能、核能、太阳能等的火箭发动机不属于热机范畴，自然也就不是内燃机。

## 燃料

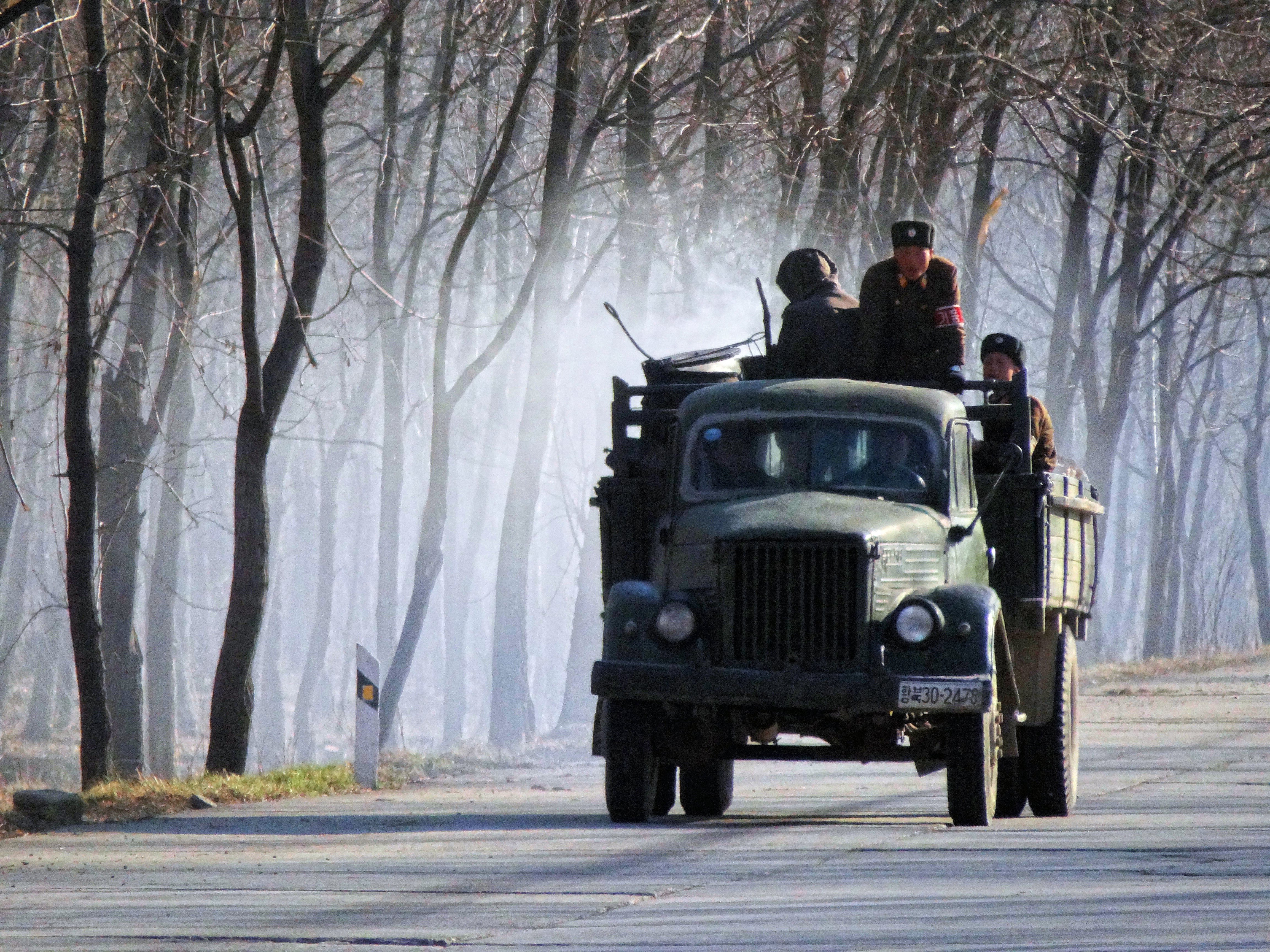
北朝鲜的胜利-58型卡车改造后可以使用木煤气作为燃料驱动

内燃机使用的燃料非常广泛，一般都是碳氢化合物，比较常见的有：
- 汽油：汽油机普遍使用，多用于驱动汽车、摩托车等。
- 柴油：柴油机普遍使用，燃气涡轮发动机上也常见，多用于驱动汽车、船舶等。
- 航空煤油：多用于喷气式发动机，在飞机、火箭上有广泛使用。
- 液化石油气：车用液化石油气的性能与汽油和柴油大致相当，大多数使用液化石油气的汽车同时会使用汽油或者柴油，即双重燃料系统。[12]
- 压缩天然气：作为汽车发动机的燃料有少量应用。[13][14]
- 生物燃料：为可再生能源，如生物柴油、二甲醚、甲烷、乙醇等均可从生物质中获取。
- 氢气：一种常见的火箭发动机燃料，也是氢气车的燃料。

## 氧化劑
内燃机的燃料需要氧化才能產生能量，因此也需要氧化劑。最常見的氧化劑是空氣中的氧氣，好處是不需另外儲存，可以提昇功率重量比及功率體積比，在一些特別應用中會需要其他的氧化劑，可能是因為提昇功率，或是在水底或太空等沒有空氣的場合：以下是一些曾用到内燃机中，不是空氣的氧化劑。
- 壓縮空氣曾用在魚雷上。
- 加入一些壓縮空氣的壓縮氧氣，曾用在日製的93型魚雷，有些潛水艇會用純氧，火箭上會使用液氧。
- 在一些賽車用油中會加入硝基甲烷，以提昇功率並控制燃燒。
- 戰術飛機會用二氧化氮及額外的汽油來提昇瞬間的沖力，有些特種車輛及伯特·鲁坦的航天火箭也是如此。
- 在二次大戰時德國曾研究用過氧化氫作為潛水艇的氧化劑，有些非核子動力的潛水艇、火箭（黑箭號運載火箭）及戰鬥機（Me 163戰鬥機）也使用過氧化氫作為氧化劑。
- 氯氣及氟氣也曾在實驗室中用作内燃机的氧化劑，但沒有實務上的應用。

## 冷却
作为一种热机，内燃机通常需要冷却，最主要的冷却方式为风冷和水冷：
- 风冷：利用空气压力和/或风扇使冷却空气流经散热片。
- 水冷：汽车普遍使用的冷却方式，由循环流动的液体的为内燃机降温，不过冷却用的液体不一定是水。相对风冷而言，水冷的效果更加均匀，可靠，噪声较小，使用比较普遍。

## 空气和噪音污染

### 空气污染
内燃机（例如往复式内燃机）在工作时会由于含碳燃料的不完全燃烧而排放大气污染物。内燃机的最重要排放物是二氧化碳、水汽和一些碳黑颗粒物。取决于工作状况和油气比例，内燃机还会排放一氧化碳、氮氧化物、硫化物（主要是二氧化硫）和一些未燃烧的碳氢化合物。

### 噪音污染
内燃机工作时会产生显著的噪音污染。比如公路上的汽车会产生噪音，飞机飞行时也会产生喷气噪音（尤其是超音速飞机）。火箭发动机产生的噪音最大。